# Celeste (nome)
Celeste  è un nome proprio di persona italiano maschile e femminile.

## Varianti
- Maschili: Celestino
- Femminili: Celestina

### Varianti in altre lingue
Maschili
- Francese: Céleste[2][3]
- Latino: Caelestis[4], Celestis

Femminili
- Francese: Céleste[1][3]
- Inglese: Celeste[1][3]
- Latino: Caelestae, Celesta[3]

## Origine e diffusione

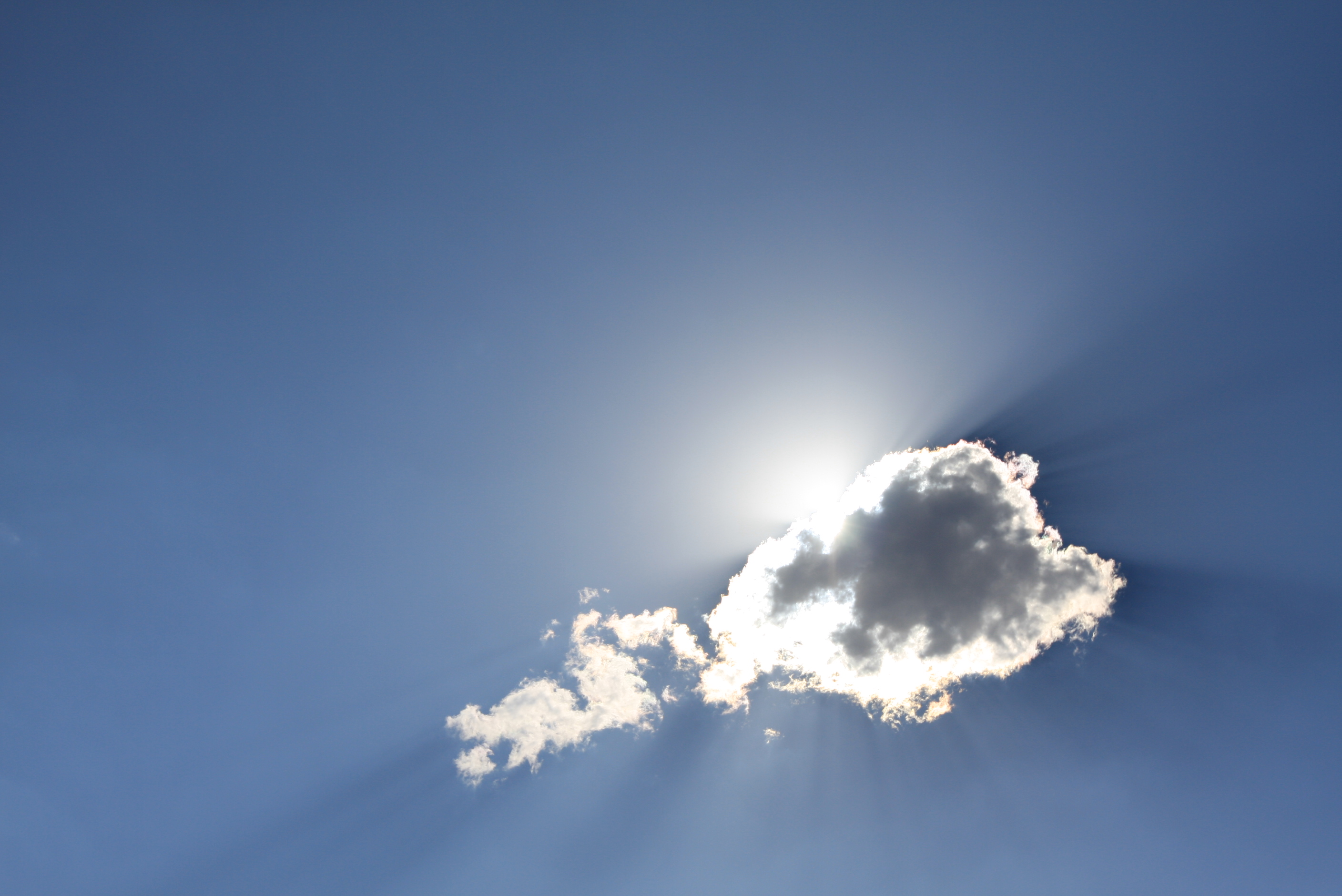
Il cielo

Risale al tardo nome latino Caelestis, basato sul termine caelestis ("celeste", "celestiale", "paradisiaco", da caelum, "cielo", da cui anche Celestino). Può fare anche riferimento al colore celeste.
Il nome si è diffuso anche in ambiente cristiano, dove viene usato anche in riferimento alla Madonna, invocata come Regina o Madre Celeste.
NatiAnno1002003004005006007008001995200020052010201520202025FemmineFemmine nate in Italia che si chiamano Celeste

## Onomastico
L'onomastico può essere festeggiato il 14 ottobre in ricordo di san Celeste, vescovo di Metz, o l'11 settembre, in ricordo della beata Maria Celeste Crostarosa, fondatrice dell'Ordine del Santissimo Redentore.

## Persone

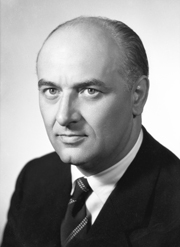
Celeste Negarville

### Maschile
- Celeste di Metz, vescovo e santo francese
- Celeste Bastianetto, avvocato e politico italiano
- Celeste Laudisio, regista italiano
- Celeste Negarville, politico italiano
- Celeste Pin, calciatore e dirigente sportivo italiano
- Celeste Poltera, bobbista svizzero

### Femminile
- Celeste Almieri, attrice italiana
- Celeste Brancato, attrice italiana

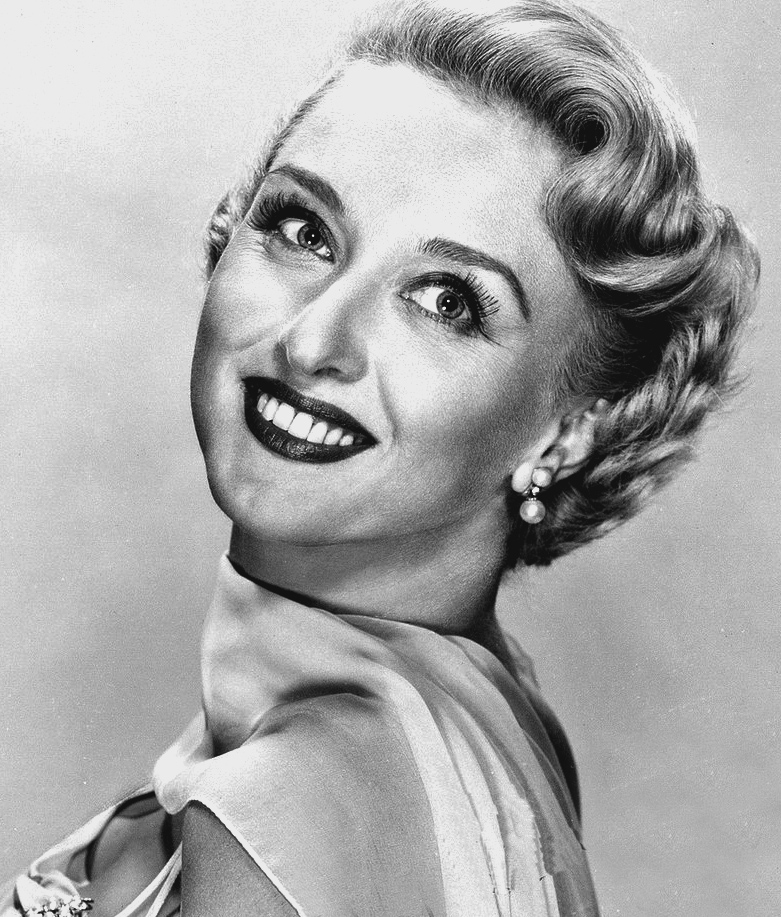
Celeste Holm

- Celeste Buckingham, cantautrice svizzera
- Celeste Cid, attrice argentina
- Celeste Coltellini, soprano italiano
- Celeste Costantino, attivista e politica italiana
- Celeste Di Porto, ebrea italiana che collaborò con i tedeschi durante l'occupazione nazista di Roma
- Celeste Holm, attrice statunitense
- Celeste Johnson, cantante e modella statunitense
- Celeste Marshall, modella bahamense
- Celeste Poma, pallavolista italiana
- Celeste Star, pornoattrice statunitense
- Celeste Aida Zanchi, attrice italiana

### Varianti femminili
- Céleste Albaret, governante di Marcel Proust

## Il nome nelle arti
- Celeste è un brano delle cantante italiana Laura Pausini.